# The Last of Us
The Last of Us је акцијска авантура развијана од стране Naughty Dog и објављена од стране Sony Computer Entertainment. Игра је избачена на PlayStation 3 јуна 2013. године, а за PlayStation 4 јула 2014. године. Играч контролише Џола, кријумчара задуженог за пратњу тинејџерске девојке Ели преко постапокалиптичне Сједињене Државе. The Last of Us се игра из трећег лица. Играч користи ватрено оружје и импровизирано оружје, а могу се и пришуњати непријатељима како би их поразио.
Развој The Last of Us-а почео је 2009. године, убрзо након објављивања Naught Dog-ове претходне игре, Uncharted 2: Among Thieves. Однос између Џола и Ели постала је средишњи фокус игре, сви остали елементи су дизајнирани око њега. Глумци Трои Беикер и Ашли Џонсон приказали су Џола и Ели кроз глас и снимање покрета уз помоћ креативног директора, Нил Дракмана с развојем ликова и радње. Музику је компоновао Густаво Сантаолала.
Након објављивања у децембру 2011. године, The Last of Us је био широко предвиђен. Након објављивања добио је универзалну похвалу, с похвалама усмереним на њено приповедање, играње, визуелни и звучни дизајн, карактеризација и приказ женских ликова. The Last of Us постала је једна од најпродаванијих игара на PlayStation 3, продајом преко 1,3 милиона примерка у првој недељи и 17 милиона до априла 2018. године. Освојила је признање на крају године, укључујући и више награда Игре Године од неколико публикација о играма, критичара и церемонијама додељивања игара, чинећи га једним од најупечатљивијих игара у историји и сматра се једним од највећих видео игара свих времена.
Након објављивања игре, Naughty Dog објавио је неколико садржаја за скидање. The Last of Us: Left Behind додаје кампању за једног играча следећи Ели и њену најбољу пријатељицу Рајли. Побољшано издање оригиналне игре, The Last of Us Remastered, објављено је за PlayStation 4 у јулу 2014. године. Наставак, The Last of Us Part II, објављена је у децембру 2016 године.

## Игра

### Кампања за једног играча
The Last of Us је акцијска-авантура хорор игра која се игра из перспективе трећег лица. Играч прелази преко постапокалиптичних средина као што су градови, зграде, шуме и канализацијски урађени како би унапредио причу. Играч може употребити ватрено оружје, импровизирано оружје и шуњање да би се одбранио од непријатељских људи и канибалистичних створења заражених мутираним сојем Кордицепс гљива. У већем делу игре, играч контролише Џола, човеком који је задужен да прати девојчицу Ели, преко Сједињених Држава. Ели и остале сапутнике кроз игру контролише вештачка интелигенција. Играч такође контролише Ели током зимског дела игре.
У борби, играч може да користи оружје на већу даљину, попут пушака, сачмарице и лукова, и оружја на краћу даљину попут пиштоља и сачмарица са краћом цевком. Играч може узети оружје са ограниченом употребом, попут цеви и бејзбол палице, и бацати флаше и цигле да би одвратио пажњу, ошамутио или напао непријатеља. Играч може надоградити оружје на радним столовима помоћу прикупљеног материјала. Опрема попут прве помоћи, оштрице и молотовљевих коктела може се наћи или направити помоћу прикупљених материјала. Атрибуте као што су здравствени поени и брзина израде могу се надоградити прикупљањем пилула и лековитих биљки. Здравље се може напунити употребом прве помоћи.
Иако играч може директно напасти непријатеља, такође се може пришуњати непријатељу како би га напао да га други не би открили или се може прикрасти поред њих."Начин слушања" омогућава играчу да пронађе непријатеље кроз појачано чуло слуха и просторне свести, означен као обрисни видљив кроз зидове и објекте. У динамичком систему заклона, играч може чучнути иза заклона како би добио предност током борбе. Игра има периоде без борбе, често укључује разговор између ликова. Играч може решавати једноставне загонетке, као што је коришћење плутајућих палета како би Ели, која не зна да плива, пребацио преко воде, и помоћу мердевина или контењера успео да доћи до више области. Колекционарске приче, као што су белешке, карте и стрипови, могу се скупити и прегледати у менију ранца.
Игра садржи систем вештачке интелигенције којом непријатељ реагује у борбу. Ако непријатељи открију играча, они могу да се сакрију иза заклона или да позову подршку, а могу да искористе предност над играчем када му је пажња одвраћена, остао без муниције или се бори са неким другим. Сапутници, попут Ели могу да помогну у борби тако што ће бацати предмете на непријатеља да би га ошамутила, саопштавајући локацију невиђених непријатеља или користити нож или пиштољ за напад непријатеља.

### Мод за више играча
Мрежни мод за више играча омогућава да се до осам играча прикључе у игру. У моду за више играча има три врсте игре: Supply Raid и Survivors су обе тимски deathmatch, при чему са последњи преживелим играчем се искључује могућност поновног оживљавања. Interrogation садржи тимове који истражују локацију закључане кутије од противничког тима, а први који узме кутију побеђује. У сваком режиму, играчи бирају фракцију- Ловци (група непријатељских преживелих) или Свице (побуњеничку војну групу) и одржавају свој клан прикупљањем залиха током мечева. Сваки меч једнак је једном дану, преживевши дванаест недеља играчи су завршили путовање и могу поново изабрати своју фракцију. Убијањем непријатеља, оживљавање савезника и направљени предмети зарађују играчу делове које се могу претворити у залихе, залихе се такође могу узети од мртвих тела непријатеља. Играчи могу да носе више опреме у борби тако што зарађују бодове како залихе њиховог клана расту. Играчи имају могућност прилагођавању својих ликова са шеширима, кацигама, маскама и амблемима. Сервери за PlayStation 3 верзију игре су угашени 3. септембра 2019. године.

## Прича
У септембру 2013. избијање мутирајуће Кордицепс гљиве уништава Сједињене Државе, претварајући људске домаћине у агресивна бића позната као заражени. У предграђу Остин у Тексасу, Џол бежи из хаоса са својим братом Томијем и ћерком Саром. Док беже, Сару је упуцао војник и умире у Џоловом наручју. Двадесет година касније, већи део цивилизације уништила је инфекција. Преживели живе у карантинским зонама, независним насељима и номадским групама. Џол ради као кријумчар са Тесом у карантинској зони у северном крају Бостона у Масачусетсу. Они лове Роберта, трговца на црном тржишту, како би повратили украдено оружје. Пре него што га Тес убије, Роберт открива да је трговао оружјем са Свицима, побуњеничка група која се супротставила властима у карантинској зони.
Вођа Свица, Марлин, обећава двоструко више оружја у замену за кријумчарење тинејџерске девојке, Ели, до Свица који се крију и Државној кући Масачусетса изван карантинске зоне. Џол, Тес и Ели излазе у ноћ, али након сусрета са владином патролом откривају да је Ели заражена. Потпуна инфекција се обично догоди за мање од два дана, али Ели тврди да је заражена пре три недеље и да њен имунитет може довести до лечења инфекције. Трио се креће према њиховом одредишту кроз хорде заражених, али откривају да су Свици убијени. Тес открива да ју је угризао заражени и верујући у Елину важност, Тес се жртвује тако да Џол и Ели могу побећи. Џол одлучује да нађе Томија, бившег Свица, у нади да ће успети пронаћи преостале Свице. Уз помоћ Била, кријумчара који дугује Џолу услугу, набављају возило из Билиног комшилука. Возећи се према Питсбург у Пенсилванија, Џол и Ели су нападнути од бандита из заседе и њихово возило је уништено. Они се удружују са два брата, Хенријем и Семом. Након што су побегли из града Сема је ујео заражени, али крије ожиљак од групе. Како се његова зараза погоршавала, Сем напада Ели, али Хенри га убија и одмах након тога почини самоубиство због жалости.
У јесен, Џол и Ели напокон су пронашли Томија у Џексону у Вајомингу, где је са супругом Маријом саградио утврђено насеље у близини хидроелектране. Џол одлучује оставити Ели са Томијем, али након што се суочила са њим о Сари, одлучио је да остане са њом. Томи их усмерава ка бази Свица на Универзитету у Источном Колораду. Универзитет су нашли напуштеним, али сазнају да су се Свици преселили у болницу у Солт Лејк Сити у Јути. После тога нападају их разбојници и а Џол завршава тешко рањен док је бежао. 
Током зиме, Ели и Џол проналазе склониште у планинама. Џол је на ивици смрти и ослања се на Ели да се брине о њему. Док је ловила, Ели сусреће Давида и Џејмса, људе који желе трговати лекове за храну, упркос томе што су се у почетку чинили пријатељски и кооперативни, Давид постаје непријатељски настројен након што је открио да су бандити са универзитета део његове групе. Ели успева одвући Давидову групу од Џола, али на крају завршава заробљена, Давид намерава да се Ели придружи његовој канибалистичкој групи. Одбијајући понуду, бежи након што је убила Џејмса, али Давид је затвара у ресторану који гори. У међувремену, Џол се опоравља од рана и креће у потрагу за Ели. Долази до Ели док она убија Давида и прекида њен плач, Џол је теши пре него што побегну.
У пролеће, Џол и Ели долазе у Солт Лејк Сити. Ели је без свести након што се замало удавила, пре него што их ухвати патрола Свица. У болници, Марлин говори Џолу да се Ели припрема за операцију у нади да ће направити вакцину за вирус, Свици морају да уклоне заражени део Елијевог мозга који ће је убити. Не желећи да Ели умре, Џол се бори до операцијске сале и носи несвесну Ели у гаражу. Суочавајући се са Марлин, коју убија како би спречио Свице да их прогоне. На вожњи изван града, кад се Ели пробудила, Џол тврди да су Свици пронашли многе друге имуне људе, али нису били у стању да створе лек и да су престали покушавати. На улазак у Томијево насеље, Ели открива да није била сама кад је заражена и изражава своју кривицу преживелих. На њено инсистирање, Џол се заклиње да је његова прича о Свицима истинита.

## Развој
Naughty Dog је почео развијати The Last of Us 2009. године, након изласка Uncharted 2: Among Thieves. Први пут у историји компаније, Naughty Dog се поделио у две екипе, док је један тим развијао Uncharted 3: Drkae's Deception (2011), а други је започео рад на The Last of Us. Директор Брус Стрејли и креативни директор Нил Дракман водили су тим који је био задужен за развој The Last of Us.
Дракман посматра The Last of Us као причу о одрастању, у којој се Ели прилагођава преживљавању након што проводи време са Џолом, као и истраживање о томе колико је отац спреман спасити своје дете. Главни мотив ове игре јесте да "живот иде даље", то је престављено у сцени где Џол и Ели откривају стадо жирафа, за коју је уметник Џон Свини објаснио да је дизајнирано тако да "оживи [Елијеву] жељу за животом", после њене патње кад је срела Давида. Заражени, срж игре, инспирисан је сегментом из BBC-јевог документарног филма о природи Планета Земља (2006), на којима су биле представљене Кордицепс гљиве. Иако гљиве углавном инфицирају инсекте, преузимају контролу над њиховим моторичким функцијама и присиљавају их да помажу у његовању гљиве, игра истражује појам гљиве која се развија и инфицира људе и изазива епидемију ове инфекције.
Однос између Џола и Ели био је главни фокус игре, сви други елементи развијени су око њих. Трои Беикер и Ашли Џонсон били су у улози Џола и Ели, односно, давали глас и снимали покрете. Беикер и Џонсон допринели су развоју ликова, на пример, Беикер је уверио Дракмана да се Џол брине за Тес због његове усамљености, а Џонсон је уверио Дракмана да Ели треба бити јача и више одбрамбени настројена. Елијев физички изглед такође је редизајниран током развоја како би изгледала слично Џонсону. Остали ликови у игри такође су прошли промене. Лик Тес је првобитно требао да буде главни лик у The Last of Us, али тиму је било тешко да поверује у њене мотиве. Сексуалност Била је првобитно остављена нејасна у сценарију, али касније је промењен како би додатно одразио његову хомосексуалност.
The Last of Us садржи оригинални партитур коју је углавном компоновао Густаво Сантаолала, заједно са композиторима Андрив Буреш, Антони Карусо и Џонатан Меја. Познат по својим минималистичким композицијама са Сантаолалом је контактиран још у раном развоју. За састављање партитура користио је разне инструменте, укључујући и неке са којима није био упознат, уносећи осећај опасности и невиности. Овај минималистички приступ је такође коришћен са звучним и уметничким дизајном игре. Звук заражених био је један од првих задатака током развоја, тим је експериментисао са звуком како би постигли најбољи могући рад. Да би постигли звук Кликера, ангажовали су гласовну глумицу Мисти Ли, која је давала звук који је аудио водитељ Филип Коватс описао као да потиче из "задњег дела грла". Уметничко одељење је као инспирацију узела различита дела, попут фотографија Роберта Полидорија пратећи Ураган Катрина, која је коришћена као референтна тачка за пројектовање поплављених подручја Питсбургa. Уметничко одељење било је приморано да преговарају о стварима које су желели да убаце, због различитих мишљења тима током развоја.

### Додатни садржај
Садржај који је могао да се преузме за игру објављен је после њеног избацивања. Сезонска карта игре укључује приступ свом садржају, као и неке додатне способности. Два садржаја укључују и нека посебна издања игре и била су доступна након избацивања игре у продају. Пакет знаменитости и звукова садржи музику из игре, динамичку тему за почетни екран на PlayStation 3 и два аватара. Пакет преживљавања има додатан изглед за играче који су прешли кампању, новац у игри, као и додатно искуство и рани приступ прилагодљивим стварима у моду за више играча. Садржај напуштене територије, објављена је 15. октобра 2013. године., додао је четири нове мапе у моду за више играча, засноване на локацији из приче. Пакет ноћних мора, објављена је 5. новембра 2013. године, додао је колекцију од десет артикала од којих је девет могуће купити одвојено.
The Last of Us: Left Behind додаје кампању за једног играча која служи као додатак на главну причу, у којој учествују Ели и њена пријатељица Рајли. Избачена је 14. фебруара 2014. године као додатни садржај, а 12. маја 2015. као самостално издање. Пакет обновљених територија додао је нове мапе у моду за више играча, пакет професионалних вештина преживљавања и ситуационе вештине преживљавања додао је осам нових вештина у моду за више играча и пакет оружја за преживљавање додао је четири нова оружја. Издање игра године садржи сав садржај за преузимање издата је 11. новембра 2014. године у Европи.

### The Last of Us Remastered
9. априла 2014. године, Sony је објавио The Last of Us Remastered, побољшану верзију игре за PlayStation 4. Избачена је 29. јула 2014. године у Северној Америци. Ремастерирана верзија доноси побољшање у графици и приказу, укључујући повећану удаљеност цртања, унапређену механику борбе, више сличица по секунди и напредне звучне опције. Укључује претходно објављени садржај за преузимање, Укључујући Left Behind и неке нове мапе у моду за више играча. Игрин фото режим омогућава играчу да сними слику у игри паузирањем играња и слободним прилагођавање камере. Развојни тим имао је за циљ да створи "прави" ремастер, одржавајући "основно искуство" и главне елементе приче и игре.

## Пријем

### Критички одговор
The Last of Us добио је "универзално признање", према рецензији публике на Metacritic-у, на основу 98 рецензија. То је пета по реду игра PlayStation 3 на Metacritic-у. Рецензенти су похвалили развој карактера, причу и подтекст, визуелни и звучни дизајн и приказ женских ликова. Сматра се једном од најзачајнијих видео игара седме генерације и сврставана је међу највећим видео играма свих времена. Колин Мориати из IGN-а назвао је The Last of Us "ремек делом" и "PlayStation 3 најбољом есклузивом". Оли Велш из EuroGamer-а написао је да је то "сноп наде" за хорор жанр.
Кели из Computer and Video Games нашла је причу памтљивом. Давид Меиклеам из PlayStation Official Magazine написао је да је ходање допринело побољшавању приче, наводећи да је "истински осећај времена које је прошло и пређеног пута на сваком кораку". Ричард Мичел из Joystiq открио је да је приповедање побољшала однос између ликова.
Ликови - поготово веза између Џола и Ели - добили су признање. Мат Хелгесон из Game Informer-а написао је да се однос осетио препознатљивим, називајући га "проницљивим" и "добро нацртаним". Велш из Eurogamer-а написао је да су ликови развијени "правом вештином и стрпљењем", ценећи њихову емоционалну вредност, а Мичел из Joystiq је однос сматрао "истинским" и емотивним. Меиклеам из PlayStation Official Magazine именовао је Џола и Ели најбољим ликовима било које PlayStation 3 игре, док је Мориати из IGN-а идентификовао као врхунац игре. Кели из Computer and Video Games је ликове назвала "богато осликаним", осећајући уложености у њихову причу.
Многи рецензенти су пронашли борбу у овој игри освежавајућом и да се разликовала од осталих игара. Хелгесон ценио је рањивост токо борбе, док је Кели уживала у разноврсности у приступу борбе. Мориати је сматрао да систем прављења ствари помаже у борби и да је последње допринело емоционалној вредности нарације, додајући да се непријатељи осећају "људским". Мичел поновио је сличне коментаре, рекавши да је борба "гомила смрти после смрти на Џоловим рукама" Велш је пронашао да су сумњиви и претећи сусрети позитивно додали игри. Том Мц Шеи из GameSpot-а написао је да вештачка интелигенција негативно утиче на борбу, са тим што непријатељи често игноришу сапутнике играча. Polygon-ов Колар такође је сматрао да је борба неправедна, посебно када се бори против заражених и приметио је неке несагласности у вештачкој интелигенцији игре која "разбија атмосферу ликова".
Многобројни рецензенти похвалили су визуелне карактеристике игре. Уметнички дизајн је био награђен као "изванредан" од Кели. Супротно томе, Мц Шеи је идентификовао да је визуелни приказ постапокалиптичног света "свакодневним". Графику игре често су критичари проглашавали најбољом за PlayStation 3 игру, при чему је Хелгесон именовао "неуспоредивом у игрању на конзоли", а Мориати наводећи да доприноси реализму. Стерлин је написао да је игра визуелно импресивна, али да су технички проблеми, попут неких "блатњавих и основних" текстура пронађених на почетку у игри, оставили негативан утицај на визуелни приказ.

### Продаја
Седам дана након избацивања, The Last of Us продао је преко 1,3 милиона примерака, постајући најбоље продавана видео игра при избацивању у 2013. години. Три недеље након избацивања, игра се продала више од 3,4 милиона примерака и сматра се за највеће лансирање оригиналне игре још од 2011. године L.A. Noire-а и најбрже продате PlayStation 3 игре из 2013. године. Игра је постала најпродаванија и у дигиталном издању на PlayStation Store за PlayStation 3, иако број продатих примерака нису објавили, овај рекорд је касније превазишао Grand Theft Auto V. The Last of Us на крају је постала десета најпродаванија игра 2013. године. До августа 2014. године, игра је продана у осам милиона примерака: седам на PlayStation 3 и милион на PlayStation 4. До априла 2018. године игра је продана у 17 милиона примерака на обе конзоле. То је трећа најпродаванија PlayStation 3 игра свих времена. У Уједињеном Краљевству је остала на врху листе шест узастопних недеља, подударајући рекорд постављене играма које су изашле на више платформи. Игра је такође била на врху листе у Сједињеним Државама, Француској, Ирској, Италији, Холандији, Шведској, Финској, Норвешкој, Данској, Шпанији и Јапану. Августа 2014. године The Last of Us Remastered продата је у милион примерака што га чини једном од најпродаванијих играма на PlayStation 4.

## Адаптација
Четири издања стрипа The Last of Us: American Dreams објављени су у часопису Dark Horse Comics од априла до јуна 2013. године Написао га је Дракман, а илустровао Фаит Ерин Хикс, стрипови слиже као увод у игру, а прати путовање млађе Ели и Рајли. 28. јула 2014. године, игра је извела уживо читање одабраних сцена у Санта Моници у Калифорнији, уз уживо музику Сантаолале. Представу је водио и режирао Дракман.
6. марта 2014. године, Sony је објавио да ће Screen Gems дистрибуирати филмску адаптацију The Last of Us, коју је написао Дракман, а продуцирао Сем Рејми. До јануара 2015. године Дракман је написао сценарио и извео читање са неким глумцима. После тога није био неки већи напредак, како је Дракман у априлу 2016. године изјавио да је филм ушао у развојни пакао. Новембра 2016. године Рејми је изјавио да је филм у мировању након што се Sony није сложио са Дракманом. Глумица Мејси Вилијамс изразила је одушевљење глумити Ели и била је у преговорима са Дракманом и Рејмијем да преузму улогу. Јануара 2020. године појавиле су се слике адаптације анимираног кратког филма The Last of Us од продукцијске агенције Oddfellows. 20-минутни филм требао је да "послужи као јак мост" између игре и њеног наставка и "реинтерпретира свако поглавље игре јединственим визуелним третманом", али ју је Sony отказао.
Марта 2020. године на HBO је најављена телевизијска адаптација игре у фази планирања, за коју се очекује да ће обухватати догађаје из ове игре и можда неке делове њеног наставка. Поред Дракмана, именован је Краиг Мазн да би помогао у писању и извршној продукцији серије. Додатни извршни продуценти укључујући и телевизијску продуцентицу Каролин Страус и извршног директора Naughty Dog Еван Велс. Серија је заједничка продукција Sony Pictures Television и PlaySyation Productions. Сантаолала ће компоновати партитуру.

## Наставак
Фебруара 2014. године., Дракман је рекао да је Naughty Dog размишљао о наставку, али да је требао пронаћи причу коју "заиста вреди испричати, а која се не понавља". Септембра 2015. године, Дракман је изјавио да је мали тим започео развој прототипа, али је пребацио развој на Uncharted 4: a Thief's End, избачена у мају 2016. године.
Sony је најавио The Last of Us Part II на догађај PlayStation Experience 3. децембра 2016. године. Прича се догађа око пет година после првог дела, Ели и Џол се враћају, а играч контролише Ели. Сантаолала ће компоновати музику, а Дракман ће се вратити да напише причу заједно са Хали Гросом. Стрејли се неће вратити као директор игре.